# Нил Куланах О’Нил
Нил Куланах О’Нил (ирл. Niall Cúlánach Ó Néill, англ. Niall Culanach O'Neill) (ок. 1231—1291) — король Тир Эогайна (Тирона) (1261—1263, 1286—1290, 1291). Его прозвище — Куланах означало «с длинными волосами на спине».

## Биография
Сын Доннелла Ога О’Нила, он отнял корону Тирона у своего брата Хью бой О’Нила в 1261 году. В том же году произошло сражение между кланами Кенел Эогайн, возглавляемым О’Нилом, и Кенел Конайлл, возглавляемым Доннеллом О’Доннеллом, в результате которого О’Нил потерпел сокрушительное поражение и многие вожди были убиты или взяты в плен. В 1262—1263 годах Хью Бой свергнул своего брата Нила с королевского престола. Возможно, после этого Нил Куланах О’Нил в 1270-х годах стал королем Инишоуэна, суб-королевства в пределах Тирона.
В начале 1270-х годов между семейством де Мандевиллей и Уильямом ФицУорином[уточнить], сенешалем Ольстера, вспыхнула вражда. Король Тир Эогайна Хью Бой бой встал на сторону своих друзей де Мандевиллей и после того, как сжег пять городов графства, был разгромлен сенешалем. После этого поражения Нил Куланах О’Нил увидел возможность[чего?] и предложил свою помощь королю Эдуарду I в выслеживании и поимке своего брата, утверждая, что Хью Бой пользуется поддержкой английских властей из Дублина. Несмотря на это, Хью Бой получил прощение от английской администрации. Вражда продолжалась до 1276 года, когда де Мандевилли потерпели поражение.
Хью Бой О’Нил скончался в 1283 году, и его троюродный брат Доннелл О’Нил занял королевский престол Тир Эогайна. В 1286 году Ричард Ог де Бург, 2-й граф Ольстерский свергнет Доннелла и посадит на королевский престол Нила Куланаха. Доннелл вернул себе корону силой в 1290 году только для того, чтобы Ричард Ог де Бург снова сверг его в 1291 году, восстановив на престоле Нила О’Нила. В том же году Доннелл убил Нила Куланаха О’Нила, прежде чем он смог занять королевский трон, Ричард де Бург возвел на трон в Тир Эогайне Брайана О’Нила, сына Хью Боя.